# Hushang, Jiangxi
Hushang är en sockenhuvudort i Kina. Den ligger i provinsen Jiangxi, i den sydöstra delen av landet, omkring 240 kilometer sydväst om provinshuvudstaden Nanchang. Antalet invånare är 11 647. Befolkningen består av 5 908 kvinnor och 5 739 män. Barn under 15 år utgör 27,0 %, vuxna 15-64 år 62 %, och äldre över 65 år 10,0 %.
Runt Hushang är det ganska tätbefolkat, med 199 invånare per kvadratkilometer. Närmaste större samhälle är Qinting, 18,5 km sydväst om Hushang. I omgivningarna runt Hushang växer i huvudsak blandskog.
Genomsnittlig årsnederbörd är 2 072 millimeter. Den regnigaste månaden är maj, med i genomsnitt 322 mm nederbörd, och den torraste är oktober, med 28 mm nederbörd.